# Albumy numer jeden w roku 2017 (USA)
Notowanie Billboard 200 przedstawia najlepiej sprzedające się albumy w Stanach Zjednoczonych. Publikowane jest ono przez tygodnik „Billboard”, a dane kompletowane są przez Nielsen SoundScan w oparciu o cotygodniowe wyniki sprzedaży cyfrowej oraz fizycznej albumów.

## Historia notowania
| Data publikacji | Album                                                   | Artysta          | Źródło |
| --------------- | ------------------------------------------------------- | ---------------- | ------ |
| 7 stycznia      | A Pentatonix Christmas                                  | Pentatonix       | [ 1 ]  |
| 14 stycznia     | A Pentatonix Christmas                                  | Pentatonix       | [ 2 ]  |
| 21 stycznia     | Starboy                                                 | The Weeknd       | [ 3 ]  |
| 28 stycznia     | Starboy                                                 | The Weeknd       | [ 4 ]  |
| 4 lutego        | Starboy                                                 | The Weeknd       | [ 5 ]  |
| 11 lutego       | Starboy                                                 | The Weeknd       | [ 6 ]  |
| 18 lutego       | Culture                                                 | Migos            | [ 7 ]  |
| 25 lutego       | I Decided.                                              | Big Sean         | [ 8 ]  |
| 4 marca         | Fifty Shades Darker: Original Motion Picture Soundtrack | Soundtrack       | [ 9 ]  |
| 11 marca        | Future                                                  | Future           | [ 10 ] |
| 18 marca        | Hndrxx                                                  | Future           | [ 11 ] |
| 25 marca        | ÷                                                       | Ed Sheeran       | [ 12 ] |
| 1 kwietnia      | ÷                                                       | Ed Sheeran       | [ 13 ] |
| 8 kwietnia      | More Life                                               | Drake            | [ 14 ] |
| 15 kwietnia     | More Life                                               | Drake            | [ 15 ] |
| 22 kwietnia     | More Life                                               | Drake            | [ 16 ] |
| 29 kwietnia     | Memories...Do Not Open                                  | The Chainsmokers | [ 17 ] |
| 6 maja          | Damn                                                    | Kendrick Lamar   | [ 18 ] |
| 13 maja         | Damn                                                    | Kendrick Lamar   | [ 19 ] |
| 20 maja         | Damn                                                    | Kendrick Lamar   | [ 20 ] |
| 27 maja         | Everybody                                               | Logic            | [ 21 ] |
| 3 czerwca       | Harry Styles                                            | Harry Styles     | [ 22 ] |
| 10 czerwca      | One More Light                                          | Linkin Park      | [ 23 ] |
| 17 czerwca      | True to Self                                            | Bryson Tiller    | [ 24 ] |
| 24 czerwca      | Hopeless Fountain Kingdom                               | Halsey           | [ 25 ] |
| 1 lipca         | Witness                                                 | Katy Perry       | [ 26 ] |
| 8 lipca         | Melodrama                                               | Lorde            | [ 27 ] |
| 15 lipca        | Grateful                                                | DJ Khaled        | [ 28 ] |
| 22 lipca        | Grateful                                                | DJ Khaled        | [ 29 ] |
| 29 lipca        | 4:44                                                    | Jay-Z            | [ 30 ] |
| 5 sierpnia      | 4:44                                                    | Jay-Z            | [ 31 ] |
| 12 sierpnia     | Lust for Life                                           | Lana Del Rey     | [ 32 ] |
| 19 sierpnia     | Everything Now                                          | Arcade Fire      | [ 33 ] |
| 26 sierpnia     | Damn                                                    | Kendrick Lamar   | [ 34 ] |
| 2 września      | Rainbow                                                 | Kesha            | [ 35 ] |
| 9 września      | Science Fiction                                         | Brand New        | [ 36 ] |
| 16 września     | Luv Is Rage 2                                           | Lil Uzi Vert     | [ 37 ] |
| 23 września     | American Dream                                          | LCD Soundsystem  | [ 38 ] |
| 30 września     | Life Changes                                            | Thomas Rhett     | [ 39 ] |
| 7 października  | Concrete and Gold                                       | Foo Fighters     | [ 40 ] |
| 14 października | Wonderful Wonderful                                     | The Killers      | [ 41 ] |
| 21 października | Now                                                     | Shania Twain     | [ 42 ] |
| 28 października | Perception                                              | NF               | [ 43 ] |
| 4 listopada     | Beautiful Trauma                                        | Pink             | [ 44 ] |
| 11 listopada    | Flicker                                                 | Niall Horan      | [ 45 ] |
| 18 listopada    | Live in No Shoes Nation                                 | Kenny Chesney    | [ 46 ] |
| 25 listopada    | The Thrill of It All                                    | Sam Smith        | [ 47 ] |
| 2 grudnia       | Reputation                                              | Taylor Swift     | [ 48 ] |
| 9 grudnia       | Reputation                                              | Taylor Swift     | [ 49 ] |
| 16 grudnia      | Reputation                                              | Taylor Swift     | [ 50 ] |
| 23 grudnia      | Songs of Experience                                     | U2               | [ 51 ] |
| 30 grudnia      | What Makes You Country                                  | Luke Bryan       | [ 52 ] |